# Partry
Le Partry Mountains (dal gaelico irlandese Sliabh Phartraí) è una catena montuosa della contea di Mayo, costa occidentale dell'Irlanda. La vetta più alta della catena è il monte Maumtrasna, che tocca i 682 metri di quota alla cima. La catena domina il Lough Mask e l'area è spesso chiamata Joyce Country.